# Belgrado-Bania Luka 2020
La 14.ª edición de la Belgrado-Bania Luka fue una carrera de ciclismo en ruta por etapas que se celebró entre el 4 y el 7 de septiembre de 2020 con inicio en la ciudad de Belgrado en Serbia y final en la ciudad de Bania Luka en Bosnia y Herzegovina. El recorrido constó de un total de 4 etapas sobre una distancia total de 595,3 km.
La carrera hizo parte del circuito UCI Europe Tour 2020 dentro de la categoría 2.1 y fue ganada por el polaco Jakub Kaczmarek del equipo Mazowsze Serce Polski. Completaron el podio, como segundo y tercer clasificado respectivamente, el español Martí Márquez del Kern Pharma y el kazajo Daniil Pronskiy del Vino-Astana Motors.

## Equipos participantes
Tomaron la partida un total de 12 equipos, de los cuales 1 fue de categoría UCI ProTeam, 8 Continental y 3 selecciones nacionales, quienes conformaron un pelotón de 73 ciclistas de los cuales terminaron 62. Los equipos participantes fueron:
| ProTeam- Caja Rural-Seguros RGA Equipos continentales (8)- Cambodia Cycling Academy - Dukla Banská Bystrica - Equipo Kern Pharma - Maloja Pushbikers - Mazowsze Serce Polski - SSOIS Miogee - Vino-Astana Motors - Voster ATS Team Equipos nacionales (3)- Bulgaria - Serbia - Bosnia y Herzegovina |
| |

## Etapas
| Etapa     | Fecha    | Recorrido             | type                   | Distancia (km) | Ganador               | Líder           |
| --------- | -------- | --------------------- | ---------------------- | -------------- | --------------------- | --------------- |
| 1.ª etapa | 4 de sep | Belgrado – Bijeljina  | etapa llana            | 134            | Xavier Cañellas       | Xavier Cañellas |
| 2.ª etapa | 5 de sep | Bijeljina – Vlasenica | etapa de media montaña | 181            | Jakub Kaczmarek       | Jakub Kaczmarek |
| 3.ª etapa | 6 de sep | Teslić – Prnjavor     | etapa escarpada        | 122            | Enrique Sanz          | Jakub Kaczmarek |
| 4.ª etapa | 7 de sep | Derventa – Bania Luka | etapa llana            | 158,3          | Sylwester Janiszewski | Jakub Kaczmarek |

## Desarrollo de la carrera

### 1.ª etapa
| Belgrado - Bijeljina | etapa llana | (134 km) |

| \| Clasificación de la etapa \| Clasificación de la etapa \| Clasificación de la etapa \| Clasificación de la etapa \| Clasificación de la etapa \| \| Ciclista \| Ciclista \| Equipo \| Tiempo \| \| \| ------------------------- \| ------------------------- \| ------------------------- \| ------------------------- \| ------------------------- \| \| 1.º \| Xavier Cañellas \| Caja Rural-Seguros RGA \| 3 h 00 min 51 s \| \| \| 2.º \| Jakub Kaczmarek \| Mazowsze Serce Polski \| + 0 s \| \| \| 3.º \| Jakub Murias \| Voster ATS Team \| + 0 s \| \| \| 4.º \| Jeroen Meijers \| SSOIS Miogee Cycling Team \| + 0 s \| \| \| 5.º \| Oleksandr Polivoda \| SSOIS Miogee Cycling Team \| + 0 s \| \| \| 6.º \| Emanuel Piaskowy \| Mazowsze Serce Polski \| + 0 s \| \| \| 7.º \| Jaime Castrillo \| Equipo Kern Pharma \| + 0 s \| \| \| 8.º \| Martí Márquez \| Equipo Kern Pharma \| + 0 s \| \| \| 9.º \| Corey Davis \| Maloja Pushbikers \| + 0 s \| \| \| 10.º \| Marek Čanecký \| Dukla Banská Bystrica \| + 0 s \| \| |                    |                           |                 |
| |                    |                           |                 |
| Fuente: ProCyclingStats |                    |                           |                 |
| Clasificación de la etapa |                    |                           |                 |
| Ciclista | Ciclista           | Equipo                    | Tiempo          |
| 1.º | Xavier Cañellas    | Caja Rural-Seguros RGA    | 3 h 00 min 51 s |
| 2.º | Jakub Kaczmarek    | Mazowsze Serce Polski     | + 0 s           |
| 3.º | Jakub Murias       | Voster ATS Team           | + 0 s           |
| 4.º | Jeroen Meijers     | SSOIS Miogee Cycling Team | + 0 s           |
| 5.º | Oleksandr Polivoda | SSOIS Miogee Cycling Team | + 0 s           |
| 6.º | Emanuel Piaskowy   | Mazowsze Serce Polski     | + 0 s           |
| 7.º | Jaime Castrillo    | Equipo Kern Pharma        | + 0 s           |
| 8.º | Martí Márquez      | Equipo Kern Pharma        | + 0 s           |
| 9.º | Corey Davis        | Maloja Pushbikers         | + 0 s           |
| 10.º | Marek Čanecký      | Dukla Banská Bystrica     | + 0 s           |

| \| Clasificación general \| Clasificación general \| Clasificación general \| Clasificación general \| Clasificación general \| \| Ciclista \| Ciclista \| Equipo \| Tiempo \| \| \| --------------------- \| --------------------- \| ------------------------- \| --------------------- \| --------------------- \| \| 1.º \| Xavier Cañellas \| Caja Rural-Seguros RGA \| 3 h 00 min 41 s \| \| \| 2.º \| Jakub Kaczmarek \| Mazowsze Serce Polski \| + 4 s \| \| \| 3.º \| Jakub Murias \| Voster ATS Team \| + 6 s \| \| \| 4.º \| Jeroen Meijers \| SSOIS Miogee Cycling Team \| + 10 s \| \| \| 5.º \| Oleksandr Polivoda \| SSOIS Miogee Cycling Team \| + 10 s \| \| \| 6.º \| Emanuel Piaskowy \| Mazowsze Serce Polski \| + 10 s \| \| \| 7.º \| Jaime Castrillo \| Equipo Kern Pharma \| + 10 s \| \| \| 8.º \| Martí Márquez \| Equipo Kern Pharma \| + 10 s \| \| \| 9.º \| Corey Davis \| Maloja Pushbikers \| + 10 s \| \| \| 10.º \| Marek Čanecký \| Dukla Banská Bystrica \| + 10 s \| \| |                    |                           |                 |
| |                    |                           |                 |
| Fuente: ProCyclingStats |                    |                           |                 |
| Clasificación general |                    |                           |                 |
| Ciclista | Ciclista           | Equipo                    | Tiempo          |
| 1.º | Xavier Cañellas    | Caja Rural-Seguros RGA    | 3 h 00 min 41 s |
| 2.º | Jakub Kaczmarek    | Mazowsze Serce Polski     | + 4 s           |
| 3.º | Jakub Murias       | Voster ATS Team           | + 6 s           |
| 4.º | Jeroen Meijers     | SSOIS Miogee Cycling Team | + 10 s          |
| 5.º | Oleksandr Polivoda | SSOIS Miogee Cycling Team | + 10 s          |
| 6.º | Emanuel Piaskowy   | Mazowsze Serce Polski     | + 10 s          |
| 7.º | Jaime Castrillo    | Equipo Kern Pharma        | + 10 s          |
| 8.º | Martí Márquez      | Equipo Kern Pharma        | + 10 s          |
| 9.º | Corey Davis        | Maloja Pushbikers         | + 10 s          |
| 10.º | Marek Čanecký      | Dukla Banská Bystrica     | + 10 s          |

### 2.ª etapa
| Bijeljina - Vlasenica | etapa de media montaña | (181 km) |

| \| Clasificación de la etapa \| Clasificación de la etapa \| Clasificación de la etapa \| Clasificación de la etapa \| Clasificación de la etapa \| \| Ciclista \| Ciclista \| Equipo \| Tiempo \| \| \| ------------------------- \| ------------------------- \| ------------------------- \| ------------------------- \| ------------------------- \| \| 1.º \| Jakub Kaczmarek \| Mazowsze Serce Polski \| 4 h 25 min 44 s \| \| \| 2.º \| Fabricio Ferrari \| SSOIS Miogee Cycling Team \| + 4 s \| \| \| 3.º \| Martí Márquez \| Equipo Kern Pharma \| + 6 s \| \| \| 4.º \| Daniil Pronskiy \| Vino-Astana Motors \| + 9 s \| \| \| 5.º \| Roger Adrià \| Equipo Kern Pharma \| + 14 s \| \| \| 6.º \| Marek Rutkiewicz \| Mazowsze Serce Polski \| + 14 s \| \| \| 7.º \| Urko Berrade \| Equipo Kern Pharma \| + 14 s \| \| \| 8.º \| Emanuel Piaskowy \| Mazowsze Serce Polski \| + 14 s \| \| \| 9.º \| Jaime Castrillo \| Equipo Kern Pharma \| + 14 s \| \| \| 10.º \| Matvey Nikitin \| Vino-Astana Motors \| + 14 s \| \| |                  |                           |                 |
| |                  |                           |                 |
| Fuente: ProCyclingStats |                  |                           |                 |
| Clasificación de la etapa |                  |                           |                 |
| Ciclista | Ciclista         | Equipo                    | Tiempo          |
| 1.º | Jakub Kaczmarek  | Mazowsze Serce Polski     | 4 h 25 min 44 s |
| 2.º | Fabricio Ferrari | SSOIS Miogee Cycling Team | + 4 s           |
| 3.º | Martí Márquez    | Equipo Kern Pharma        | + 6 s           |
| 4.º | Daniil Pronskiy  | Vino-Astana Motors        | + 9 s           |
| 5.º | Roger Adrià      | Equipo Kern Pharma        | + 14 s          |
| 6.º | Marek Rutkiewicz | Mazowsze Serce Polski     | + 14 s          |
| 7.º | Urko Berrade     | Equipo Kern Pharma        | + 14 s          |
| 8.º | Emanuel Piaskowy | Mazowsze Serce Polski     | + 14 s          |
| 9.º | Jaime Castrillo  | Equipo Kern Pharma        | + 14 s          |
| 10.º | Matvey Nikitin   | Vino-Astana Motors        | + 14 s          |

| \| Clasificación general \| Clasificación general \| Clasificación general \| Clasificación general \| Clasificación general \| \| Ciclista \| Ciclista \| Equipo \| Tiempo \| \| \| --------------------- \| --------------------- \| ---------------------- \| --------------------- \| --------------------- \| \| 1.º \| Jakub Kaczmarek \| Mazowsze Serce Polski \| 7 h 26 min 19 s \| \| \| 2.º \| Martí Márquez \| Equipo Kern Pharma \| + 18 s \| \| \| 3.º \| Daniil Pronskiy \| Vino-Astana Motors \| + 25 s \| \| \| 4.º \| Emanuel Piaskowy \| Mazowsze Serce Polski \| + 30 s \| \| \| 5.º \| Jaime Castrillo \| Equipo Kern Pharma \| + 30 s \| \| \| 6.º \| Marek Rutkiewicz \| Mazowsze Serce Polski \| + 30 s \| \| \| 7.º \| Marek Čanecký \| Dukla Banská Bystrica \| + 43 s \| \| \| 8.º \| Xavier Cañellas \| Caja Rural-Seguros RGA \| + 47 s \| \| \| 9.º \| Corey Davis \| Maloja Pushbikers \| + 1 min 19 s \| \| \| 10.º \| Oier Lazkano \| Caja Rural-Seguros RGA \| + 1 min 19 s \| \| |                  |                        |                 |
| |                  |                        |                 |
| Fuente: ProCyclingStats |                  |                        |                 |
| Clasificación general |                  |                        |                 |
| Ciclista | Ciclista         | Equipo                 | Tiempo          |
| 1.º | Jakub Kaczmarek  | Mazowsze Serce Polski  | 7 h 26 min 19 s |
| 2.º | Martí Márquez    | Equipo Kern Pharma     | + 18 s          |
| 3.º | Daniil Pronskiy  | Vino-Astana Motors     | + 25 s          |
| 4.º | Emanuel Piaskowy | Mazowsze Serce Polski  | + 30 s          |
| 5.º | Jaime Castrillo  | Equipo Kern Pharma     | + 30 s          |
| 6.º | Marek Rutkiewicz | Mazowsze Serce Polski  | + 30 s          |
| 7.º | Marek Čanecký    | Dukla Banská Bystrica  | + 43 s          |
| 8.º | Xavier Cañellas  | Caja Rural-Seguros RGA | + 47 s          |
| 9.º | Corey Davis      | Maloja Pushbikers      | + 1 min 19 s    |
| 10.º | Oier Lazkano     | Caja Rural-Seguros RGA | + 1 min 19 s    |

### 3.ª etapa
| Teslić - Prnjavor | etapa escarpada | (122 km) |

| \| Clasificación de la etapa \| Clasificación de la etapa \| Clasificación de la etapa \| Clasificación de la etapa \| Clasificación de la etapa \| \| Ciclista \| Ciclista \| Equipo \| Tiempo \| \| \| ------------------------- \| ------------------------- \| ------------------------- \| ------------------------- \| ------------------------- \| \| 1.º \| Enrique Sanz \| Equipo Kern Pharma \| 2 h 38 min 22 s \| \| \| 2.º \| Orluis Aular \| Caja Rural-Seguros RGA \| + 0 s \| \| \| 3.º \| Roman Maikin \| Cambodia Cycling Academy \| + 0 s \| \| \| 4.º \| Sylwester Janiszewski \| Voster ATS Team \| + 0 s \| \| \| 5.º \| Patryk Stosz \| Voster ATS Team \| + 0 s \| \| \| 6.º \| Dušan Kalaba \| \| + 0 s \| \| \| 7.º \| Corey Davis \| Maloja Pushbikers \| + 0 s \| \| \| 8.º \| Martin Gluth \| WSA KTM Graz \| + 0 s \| \| \| 9.º \| Yannik Achterberg \| Maloja Pushbikers \| + 0 s \| \| \| 10.º \| Marek Čanecký \| Dukla Banská Bystrica \| + 0 s \| \| |                       |                          |                 |
| |                       |                          |                 |
| Fuente: ProCyclingStats |                       |                          |                 |
| Clasificación de la etapa |                       |                          |                 |
| Ciclista | Ciclista              | Equipo                   | Tiempo          |
| 1.º | Enrique Sanz          | Equipo Kern Pharma       | 2 h 38 min 22 s |
| 2.º | Orluis Aular          | Caja Rural-Seguros RGA   | + 0 s           |
| 3.º | Roman Maikin          | Cambodia Cycling Academy | + 0 s           |
| 4.º | Sylwester Janiszewski | Voster ATS Team          | + 0 s           |
| 5.º | Patryk Stosz          | Voster ATS Team          | + 0 s           |
| 6.º | Dušan Kalaba          |                          | + 0 s           |
| 7.º | Corey Davis           | Maloja Pushbikers        | + 0 s           |
| 8.º | Martin Gluth          | WSA KTM Graz             | + 0 s           |
| 9.º | Yannik Achterberg     | Maloja Pushbikers        | + 0 s           |
| 10.º | Marek Čanecký         | Dukla Banská Bystrica    | + 0 s           |

| \| Clasificación general \| Clasificación general \| Clasificación general \| Clasificación general \| Clasificación general \| \| Ciclista \| Ciclista \| Equipo \| Tiempo \| \| \| --------------------- \| --------------------- \| ---------------------- \| --------------------- \| --------------------- \| \| 1.º \| Jakub Kaczmarek \| Mazowsze Serce Polski \| 10 h 04 min 41 s \| \| \| 2.º \| Martí Márquez \| Equipo Kern Pharma \| + 18 s \| \| \| 3.º \| Daniil Pronskiy \| Vino-Astana Motors \| + 25 s \| \| \| 4.º \| Emanuel Piaskowy \| Mazowsze Serce Polski \| + 30 s \| \| \| 5.º \| Marek Rutkiewicz \| Mazowsze Serce Polski \| + 30 s \| \| \| 6.º \| Jaime Castrillo \| Equipo Kern Pharma \| + 30 s \| \| \| 7.º \| Marek Čanecký \| Dukla Banská Bystrica \| + 43 s \| \| \| 8.º \| Xavier Cañellas \| Caja Rural-Seguros RGA \| + 47 s \| \| \| 9.º \| Corey Davis \| Maloja Pushbikers \| + 1 min 19 s \| \| \| 10.º \| Oier Lazkano \| Caja Rural-Seguros RGA \| + 1 min 19 s \| \| |                  |                        |                  |
| |                  |                        |                  |
| Fuente: ProCyclingStats |                  |                        |                  |
| Clasificación general |                  |                        |                  |
| Ciclista | Ciclista         | Equipo                 | Tiempo           |
| 1.º | Jakub Kaczmarek  | Mazowsze Serce Polski  | 10 h 04 min 41 s |
| 2.º | Martí Márquez    | Equipo Kern Pharma     | + 18 s           |
| 3.º | Daniil Pronskiy  | Vino-Astana Motors     | + 25 s           |
| 4.º | Emanuel Piaskowy | Mazowsze Serce Polski  | + 30 s           |
| 5.º | Marek Rutkiewicz | Mazowsze Serce Polski  | + 30 s           |
| 6.º | Jaime Castrillo  | Equipo Kern Pharma     | + 30 s           |
| 7.º | Marek Čanecký    | Dukla Banská Bystrica  | + 43 s           |
| 8.º | Xavier Cañellas  | Caja Rural-Seguros RGA | + 47 s           |
| 9.º | Corey Davis      | Maloja Pushbikers      | + 1 min 19 s     |
| 10.º | Oier Lazkano     | Caja Rural-Seguros RGA | + 1 min 19 s     |

### 4.ª etapa
| Derventa - Bania Luka | etapa llana | (158,3 km) |

| \| Clasificación de la etapa \| Clasificación de la etapa \| Clasificación de la etapa \| Clasificación de la etapa \| Clasificación de la etapa \| \| Ciclista \| Ciclista \| Equipo \| Tiempo \| \| \| ------------------------- \| ------------------------- \| ------------------------- \| ------------------------- \| ------------------------- \| \| 1.º \| Sylwester Janiszewski \| Voster ATS Team \| 3 h 32 min 16 s \| \| \| 2.º \| Gleb Brussenskiy \| Vino-Astana Motors \| + 0 s \| \| \| 3.º \| Enrique Sanz \| Equipo Kern Pharma \| + 0 s \| \| \| 4.º \| Orluis Aular \| Caja Rural-Seguros RGA \| + 0 s \| \| \| 5.º \| Dušan Kalaba \| \| + 0 s \| \| \| 6.º \| Đorđe Đurić \| Serbia \| + 0 s \| \| \| 7.º \| Adrian Banaszek \| Mazowsze Serce Polski \| + 0 s \| \| \| 8.º \| Tim Wollenberg \| Maloja Pushbikers \| + 0 s \| \| \| 9.º \| André Looij \| SSOIS Miogee Cycling Team \| + 0 s \| \| \| 10.º \| Juraj Bellan \| Dukla Banská Bystrica \| + 0 s \| \| |                       |                           |                 |
| |                       |                           |                 |
| Fuente: ProCyclingStats |                       |                           |                 |
| Clasificación de la etapa |                       |                           |                 |
| Ciclista | Ciclista              | Equipo                    | Tiempo          |
| 1.º | Sylwester Janiszewski | Voster ATS Team           | 3 h 32 min 16 s |
| 2.º | Gleb Brussenskiy      | Vino-Astana Motors        | + 0 s           |
| 3.º | Enrique Sanz          | Equipo Kern Pharma        | + 0 s           |
| 4.º | Orluis Aular          | Caja Rural-Seguros RGA    | + 0 s           |
| 5.º | Dušan Kalaba          |                           | + 0 s           |
| 6.º | Đorđe Đurić           | Serbia                    | + 0 s           |
| 7.º | Adrian Banaszek       | Mazowsze Serce Polski     | + 0 s           |
| 8.º | Tim Wollenberg        | Maloja Pushbikers         | + 0 s           |
| 9.º | André Looij           | SSOIS Miogee Cycling Team | + 0 s           |
| 10.º | Juraj Bellan          | Dukla Banská Bystrica     | + 0 s           |

## Clasificaciones finales
Las clasificaciones finalizaron de la siguiente forma:

### Clasificación general
| \| Clasificación general \| Clasificación general \| Clasificación general \| Clasificación general \| Clasificación general \| \| Ciclista \| Ciclista \| Equipo \| Tiempo \| \| \| --------------------- \| --------------------- \| ---------------------- \| --------------------- \| --------------------- \| \| 1.º \| Jakub Kaczmarek \| Mazowsze Serce Polski \| 13 h 36 min 57 s \| \| \| 2.º \| Martí Márquez \| Equipo Kern Pharma \| + 18 s \| \| \| 3.º \| Daniil Pronskiy \| Vino-Astana Motors \| + 25 s \| \| \| 4.º \| Emanuel Piaskowy \| Mazowsze Serce Polski \| + 30 s \| \| \| 5.º \| Marek Rutkiewicz \| Mazowsze Serce Polski \| + 30 s \| \| \| 6.º \| Jaime Castrillo \| Equipo Kern Pharma \| + 30 s \| \| \| 7.º \| Marek Čanecký \| Dukla Banská Bystrica \| + 43 s \| \| \| 8.º \| Xavier Cañellas \| Caja Rural-Seguros RGA \| + 59 s \| \| \| 9.º \| Corey Davis \| Maloja Pushbikers \| + 1 min 19 s \| \| \| 10.º \| Oier Lazkano \| Caja Rural-Seguros RGA \| + 1 min 19 s \| \| |                  |                        |                  |
| |                  |                        |                  |
| Fuente: ProCyclingStats |                  |                        |                  |
| Clasificación general |                  |                        |                  |
| Ciclista | Ciclista         | Equipo                 | Tiempo           |
| 1.º | Jakub Kaczmarek  | Mazowsze Serce Polski  | 13 h 36 min 57 s |
| 2.º | Martí Márquez    | Equipo Kern Pharma     | + 18 s           |
| 3.º | Daniil Pronskiy  | Vino-Astana Motors     | + 25 s           |
| 4.º | Emanuel Piaskowy | Mazowsze Serce Polski  | + 30 s           |
| 5.º | Marek Rutkiewicz | Mazowsze Serce Polski  | + 30 s           |
| 6.º | Jaime Castrillo  | Equipo Kern Pharma     | + 30 s           |
| 7.º | Marek Čanecký    | Dukla Banská Bystrica  | + 43 s           |
| 8.º | Xavier Cañellas  | Caja Rural-Seguros RGA | + 59 s           |
| 9.º | Corey Davis      | Maloja Pushbikers      | + 1 min 19 s     |
| 10.º | Oier Lazkano     | Caja Rural-Seguros RGA | + 1 min 19 s     |

### Clasificación de la montaña
| Clasificación de la montaña | Clasificación de la montaña | Clasificación de la montaña | Clasificación de la montaña | Clasificación de la montaña |
| Ciclista                    | Ciclista                    | Equipo                      | Puntos                      |                             |
| --------------------------- | --------------------------- | --------------------------- | --------------------------- | --------------------------- |
| 1.º                         | Miká Heming                 | Maloja Pushbikers           | 9 pts                       |                             |
| 2.º                         | Dušan Kalaba                |                             | 8 pts                       |                             |
| 3.º                         | Daniil Pronskiy             | Vino-Astana Motors          | 5 pts                       |                             |
| 4.º                         | Martin Gluth                | WSA KTM Graz                | 5 pts                       |                             |
| 5.º                         | Marek Čanecký               | Dukla Banská Bystrica       | 3 pts                       |                             |
| 6.º                         | Pavol Rovder                | Dukla Banská Bystrica       | 3 pts                       |                             |
| 7.º                         | Oier Ibarguren              | Caja Rural-Seguros RGA      | 1 pt                        |                             |
| 8.º                         | Mateusz Grabis              | Voster ATS Team             | 1 pt                        |                             |
| 9.º                         | Lukáš Kubiš                 | Dukla Banská Bystrica       | 1 pt                        |                             |

### Clasificación de las metas volantes
| Clasificación de las metas volantes | Clasificación de las metas volantes | Clasificación de las metas volantes | Clasificación de las metas volantes | Clasificación de las metas volantes |
| Ciclista                            | Ciclista                            | Equipo                              | Puntos                              |                                     |
| ----------------------------------- | ----------------------------------- | ----------------------------------- | ----------------------------------- | ----------------------------------- |
| 1.º                                 | Dušan Kalaba                        |                                     | 11 pts                              |                                     |
| 2.º                                 | Martin Gluth                        | WSA KTM Graz                        | 7 pts                               |                                     |
| 3.º                                 | Miká Heming                         | Maloja Pushbikers                   | 6 pts                               |                                     |
| 4.º                                 | Lukáš Kubiš                         | Dukla Banská Bystrica               | 5 pts                               |                                     |
| 5.º                                 | Patryk Stosz                        | Voster ATS Team                     | 4 pts                               |                                     |
| 6.º                                 | Ján Andrej Cully                    | Dukla Banská Bystrica               | 4 pts                               |                                     |
| 7.º                                 | Oier Lazkano                        | Caja Rural-Seguros RGA              | 3 pts                               |                                     |
| 8.º                                 | Alexandr Semenov                    | Vino-Astana Motors                  | 3 pts                               |                                     |
| 9.º                                 | Mateusz Grabis                      | Voster ATS Team                     | 3 pts                               |                                     |
| 10.º                                | Đorđe Đurić                         | Serbia                              | 3 pts                               |                                     |

### Clasificación de los jóvenes
| Clasificación del mejor joven | Clasificación del mejor joven | Clasificación del mejor joven | Clasificación del mejor joven | Clasificación del mejor joven |
| Ciclista                      | Ciclista                      | Equipo                        | Tiempo                        |                               |
| ----------------------------- | ----------------------------- | ----------------------------- | ----------------------------- | ----------------------------- |
| 1.º                           | Daniil Pronskiy               | Vino-Astana Motors            | 13 h 37 min 22 s              |                               |
| 2.º                           | Oier Lazkano                  | Caja Rural-Seguros RGA        | + 54 s                        |                               |
| 3.º                           | Jakub Murias                  | Voster ATS Team               | + 1 min 02 s                  |                               |
| 4.º                           | Alexandr Semenov              | Vino-Astana Motors            | + 1 min 05 s                  |                               |
| 5.º                           | Roger Adrià                   | Equipo Kern Pharma            | + 2 min 30 s                  |                               |
| 6.º                           | Gleb Brussenskiy              | Vino-Astana Motors            | + 3 min 07 s                  |                               |
| 7.º                           | Dušan Veselinović             | Serbia                        | + 3 min 18 s                  |                               |
| 8.º                           | Tim Wollenberg                | Maloja Pushbikers             | + 5 min 14 s                  |                               |
| 9.º                           | Daniel Méndez                 | Equipo Kern Pharma            | + 6 min 21 s                  |                               |
| 10.º                          | Đorđe Đurić                   | Serbia                        | + 9 min 36 s                  |                               |

### Clasificación por equipos
| Clasificación por equipos | Clasificación por equipos | Clasificación por equipos | Clasificación por equipos |
| Equipo                    | Equipo                    | Tiempo                    |                           |
| ------------------------- | ------------------------- | ------------------------- | ------------------------- |
| 1.º                       | Mazowsze Serce Polski     | 40 h 52 min 07 s          |                           |
| 2.º                       | Equipo Kern Pharma        | + 2 min 31 s              |                           |
| 3.º                       | Vino-Astana Motors        | + 3 min 34 s              |                           |
| 4.º                       | Dukla Banská Bystrica     | + 3 min 44 s              |                           |
| 5.º                       | Caja Rural-Seguros RGA    | + 4 min 05 s              |                           |
| 6.º                       | SSOIS Miogee              | + 5 min 36 s              |                           |
| 7.º                       | Maloja Pushbikers         | + 7 min 12 s              |                           |
| 8.º                       | Voster ATS Team           | + 9 min 34 s              |                           |
| 9.º                       | Serbia                    | + 11 min 26 s             |                           |
| 10.º                      | Cambodia Cycling Academy  | + 13 min 50 s             |                           |

## Evolución de las clasificaciones
| Etapa                   | Vencedor                | Clasificación general | Clasificación de las metas volantes | Clasificación de la montaña | Clasificación sub-23 | Clasificación por equipos |
| ----------------------- | ----------------------- | --------------------- | ----------------------------------- | --------------------------- | -------------------- | ------------------------- |
| 1.ª                     | Xavier Cañellas         | Xavier Cañellas       | Ján Andrej Cully                    | Daniil Pronskiy             | Jakub Murias         | Mazowsze Serce Polski     |
| 2.ª                     | Jakub Kaczmarek         | Jakub Kaczmarek       | Dušan Kalaba                        | Daniil Pronskiy             | Daniil Pronskiy      | Mazowsze Serce Polski     |
| 3.ª                     | Enrique Sanz            | Jakub Kaczmarek       | Dušan Kalaba                        | Miká Heming                 | Daniil Pronskiy      | Mazowsze Serce Polski     |
| 4.ª                     | Sylwester Janiszewski   | Jakub Kaczmarek       | Dušan Kalaba                        | Miká Heming                 | Daniil Pronskiy      | Mazowsze Serce Polski     |
| Clasificaciones finales | Clasificaciones finales | Jakub Kaczmarek       | Dušan Kalaba                        | Miká Heming                 | Daniil Pronskiy      | Mazowsze Serce Polski     |

## UCI World Ranking
La Belgrado-Bania Luka otorgó puntos para el UCI World Ranking para corredores de los equipos en las categorías UCI WorldTeam, UCI ProTeam y Continental. Las siguientes tablas son el baremo de puntuación y los 10 corredores que obtuvieron más puntos:
| Posición              | 1.º | 2.º | 3.º | 4.º | 5.º | 6.º | 7.º | 8.º | 9.º | 10.º | 11.º | 12.º | 13.º-15.º | 16.º-25.º |
| Clasificación general | 125 | 85  | 70  | 60  | 50  | 40  | 35  | 30  | 25  | 20   | 15   | 10   | 5         | 3         |
| Por etapa             | 14  | 5   | 3   |     |     |     |     |     |     |      |      |      |           |           |
| Líder                 | 3   |     |     |     |     |     |     |     |     |      |      |      |           |           |

| Clasificación |                  |                        |         |       |       |       |
| Posición      | Ciclista         | Equipo                 | General | Etapa | Líder | Total |
| ------------- | ---------------- | ---------------------- | ------- | ----- | ----- | ----- |
| 1.º           | Jakub Kaczmarek  | Mazowsze Serce Polski  | 125     | 19    | 6     | 150   |
| 2.º           | Martí Márquez    | Kern Pharma            | 85      | 3     | -     | 88    |
| 3.º           | Daniil Pronskiy  | Vino-Astana Motors     | 70      | -     | -     | 70    |
| 4.º           | Emanuel Piaskowy | Mazowsze Serce Polski  | 60      | -     | -     | 60    |
| 5.º           | Marek Rutkiewicz | Mazowsze Serce Polski  | 50      | -     | -     | 50    |
| 6.º           | Xavier Cañellas  | Caja Rural-Seguros RGA | 30      | 14    | 3     | 47    |
| 7.º           | Jaime Castrillo  | Kern Pharma            | 40      | -     | -     | 40    |
| 8.º           | Marek Čanecký    | Dukla Banská Bystrica  | 35      | -     | -     | 35    |
| 9.º           | Corey Davis      | Maloja Pushbikers      | 25      | -     | -     | 25    |
| 10.º          | Oier Lazkano     | Caja Rural-Seguros RGA | 20      | -     | -     | 20    |